# Esondazioni europee del 2016
Alla fine del maggio e all'inizio del giugno del 2016 iniziò, dopo numerosi giorni di pioggia incessante, una serie d'inondazioni che colpì gran parte dell'Europa centrale. I paesi maggiormente colpiti da questi disastri furono Francia e Germania, anche se si registrarono eventi significativi in Austria, Belgio, Romania e Moldavia. Degli stati federali tedeschi quelli più colpiti furono: la Baviera, l'Assia, la Renania-Palatinato, il Baden-Württemberg e la Nord Reno-Vestfalia. Cominciando dal fiume Neckar, affluente del Reno in Germania, anche il Danubio, il Reno, la Senna e i loro affluenti furono interessati da straripamenti e da livelli di guardia raggiunti dall'altezza dell'acqua. A oggi il numero delle vittime è di 20 persone. Vari scienziati affermano che piogge torrentizie straordinarie continueranno ad aumentare nel mondo e specialmente in Europa a causa dei cambiamenti climatici dovuti alle attività antropiche .

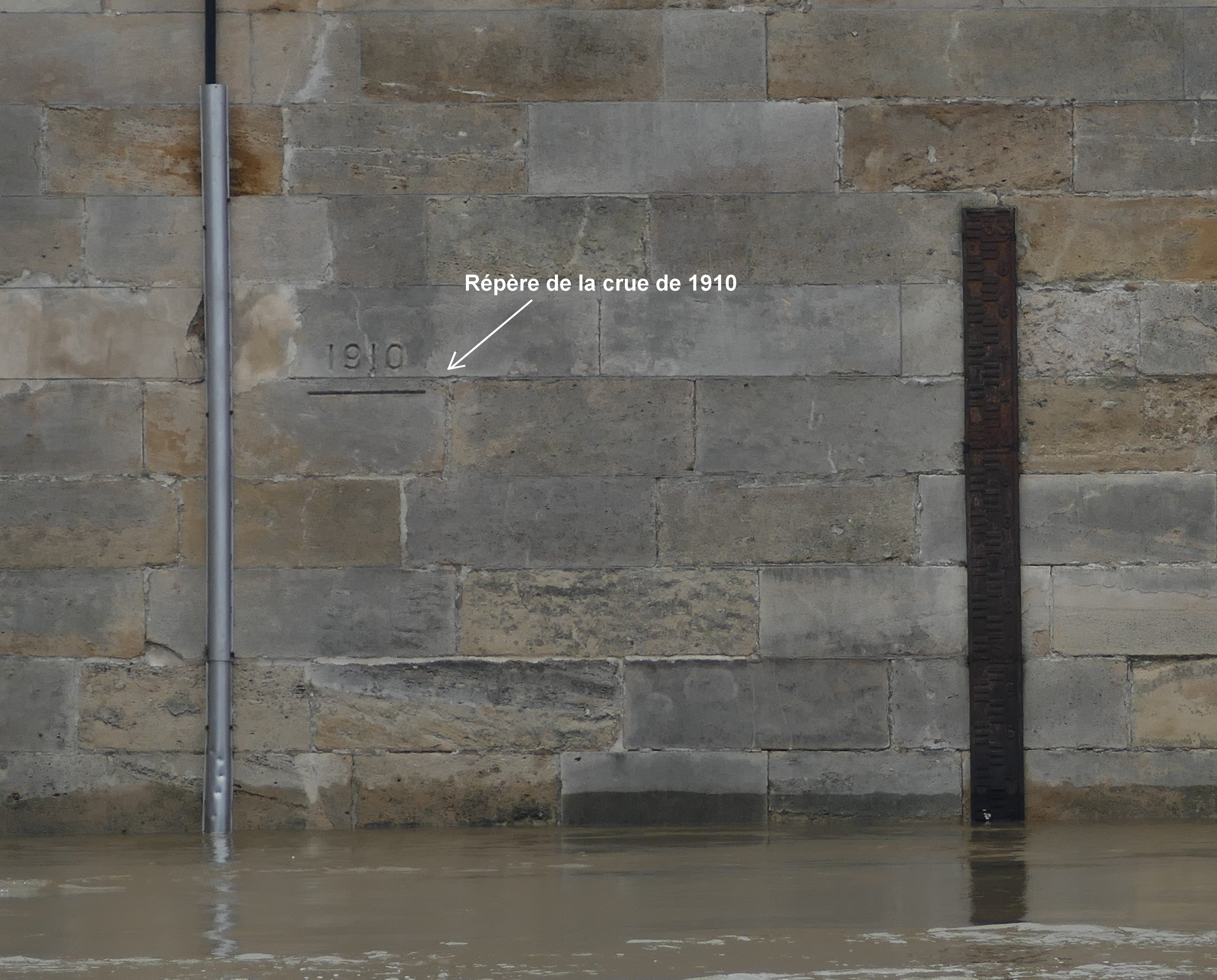
Il segno del livello raggiunto dalle acque della Senna a Parigi nel 2016 rispetto a quello raggiunto nel 1910.

## Vittime
| Stato    | Morti | Dispersi | Rif.              |
| -------- | ----- | -------- | ----------------- |
| Germania | 11    | 4        | [ 6 ] [ 7 ] [ 8 ] |
| Francia  | 4     | 24       | [ 9 ] [ 10 ]      |
| Belgio   | 3     | ?        | [ 11 ] [ 12 ]     |
| Romania  | 2     | ?        | [ 13 ]            |